# 阿爾特斯維爾

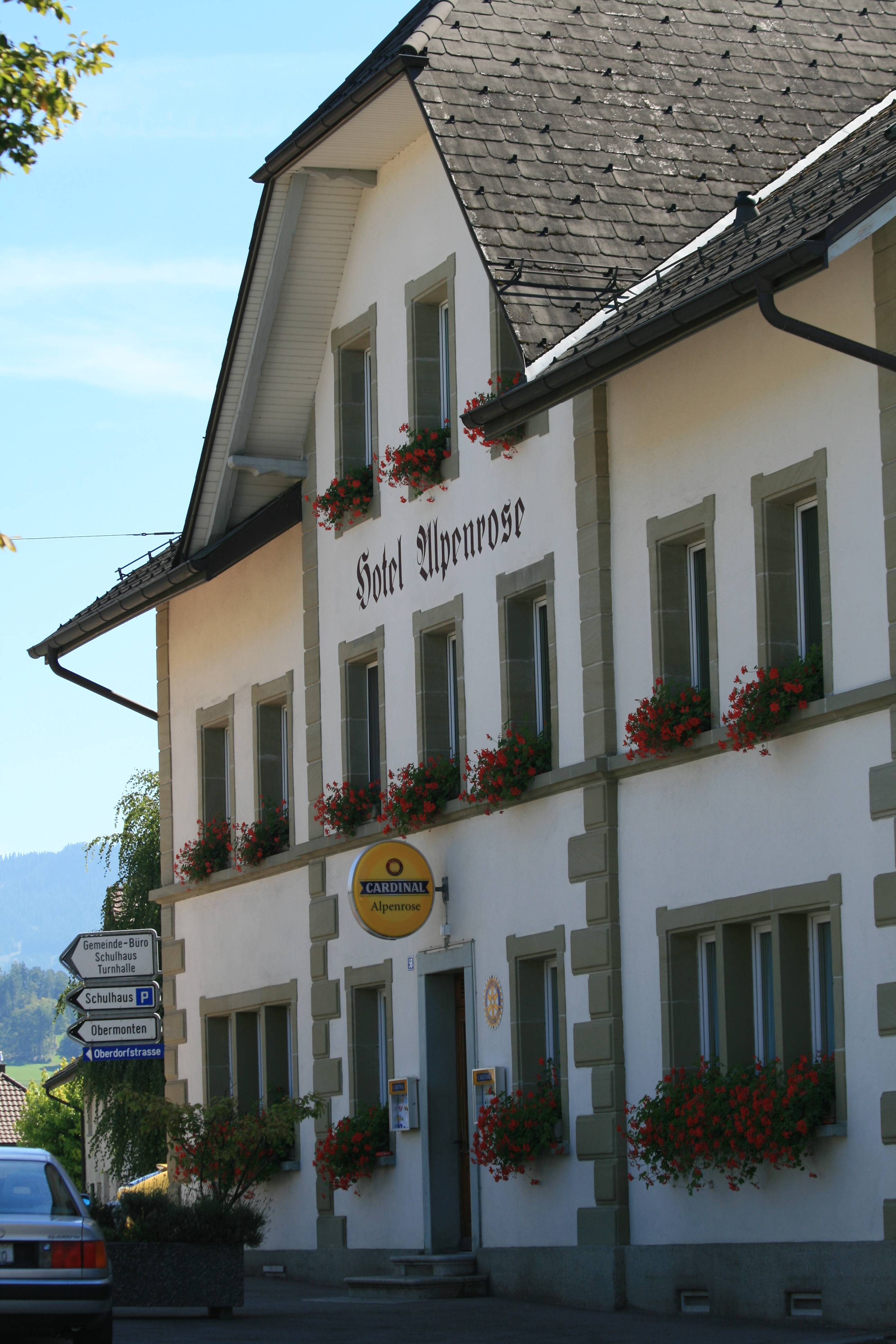

阿爾特斯維爾是瑞士的城鎮，位於該國西部，由弗里堡州負責管轄，面積16.11平方公里，海拔高度758米，2011年人口1,946，七成人口信奉羅馬天主教，人口密度每平方公里121人。

## 外部連結
- Official website （页面存档备份，存于） （德文）